# Sgonico
Sgonico (slowenisch Zgonik, deutsch Sgonegg) ist eine Gemeinde mit 1976 Einwohnern (Stand 31. Dezember 2023) in der Region Friaul-Julisch Venetien. Sgonico ist vor allem bekannt für seine Grotta Gigante, die 1995 als weitläufigste unterirdische Höhle in das Guinness-Buch der Rekorde aufgenommen wurde. Die Höhle ist 65 Meter breit, 280 Meter lang und 107 Meter hoch. In der Nähe des Ortes befindet sich der Botanische Garten Carsiana, der sich mit der Vegetation der umliegenden Karstlandschaft befasst.
Die Gemeinde Sgonico besteht aus den Ortschaften Borgo Grotta Gigante, Bristie, Campo Sacro, Colludrozza, Devincina, Gabrovizza, Rupinpiccolo, Sagrado, Sales, Samatorza und Stazione di Prosecco.
Die Nachbargemeinden von Sgonico sind Duino-Aurisina (Devin Nabrežina), Monrupino (Repentabor) und Triest sowie das slowenische Sesana (Sežana).
Zur Zeit des Freien Territoriums Triest gehörte der Ort zur sogenannten Zone A, bis 2017 zur Provinz Triest.